# Chelerytryna
Chelerytryna – organiczny związek chemiczny, alkaloid z grupy benzofenantrydyny, zawarta m.in. w glistniku jaskółcze ziele z rodziny makowatych. Chelerytryna silnie drażni skórę i błony śluzowe, w większych dawkach poraża ośrodkowy układ nerwowy. Miejscowo działa znieczulająco. Posiada właściwości bakterio- i fungistatyczne.